# Geely Galaxy E5
Geely Galaxy E5 (кит. 吉利银河E5; пиньинь Jílì Yínhé E5) — компактный электромобиль-кроссовер, выпускающийся с 2024 года китайской компанией Geely Automobile под суббрендом Galaxy. Впервые был представлен в мае 2024 года и запущен в производство во второй половине 2024 года.
После Geely Galaxy E8, Geely Galaxy E5 является вторым аккумуляторным электромобилем в модельном ряду Galaxy. Его платформа Geely Electric Architecture является производной от Sustainable Experience Architecture. Продажи ожидаются во всём мире.

## Описание
Впервые Geely Galaxy E5 был представлен в мае 2024 года на фотографиях. По словам Geely, Galaxy E5 стал первым автомобилем, разработанным одновременно с лево- и правосторонним приводом, что указывает на ориентацию на экспортные рынки. Малайзийские СМИ уточнили, что в Малайзии автомобиль будет выпускаться компанией Proton под названием e.MAS. Также предполагалось, что Galaxy E5 станет первым продуктом Geely, продаваемым в Австралии.

## Технические характеристики
Geely Galaxy E5 оснащается электродвигателем мощностью 160 кВт (215 л. с.), развивающим максимальную скорость 175 км/ч, и литий-железо-фосфатным аккумулятором (LFP) ёмкостью от 49,52 до 60,22 кВт·ч при номинальном запасе хода от 440 до 530 км по циклу CLTC, разработанным компанией Geely под названием Aegis Short Blade. Заявленный разгон до 100 км/ч составляет 6,9 сек. В автомобиль была интегрирована интеллектуальная систему электропривода 11 в 1, которая объединяет 11 основных устройств, таких как двигатели, электронное управление и редукторы. Аккумулятор встроен в корпус с помощью технологии cell-to-body (CTB). Коэффициент лобового сопротивления, как утверждается, самый низкий в своём сегменте — 0,269 Кд, что повышает его энергоэффективность, которая, как утверждается, составляет 11,9 кВт·ч на 100 км.
Программное обеспечение использует автомобильную операционную систему Flyme Auto, которая была разработана совместно с Meizu. Система на кристалле Dragon Eagle-1 производит по 7 нм технологического процесса.

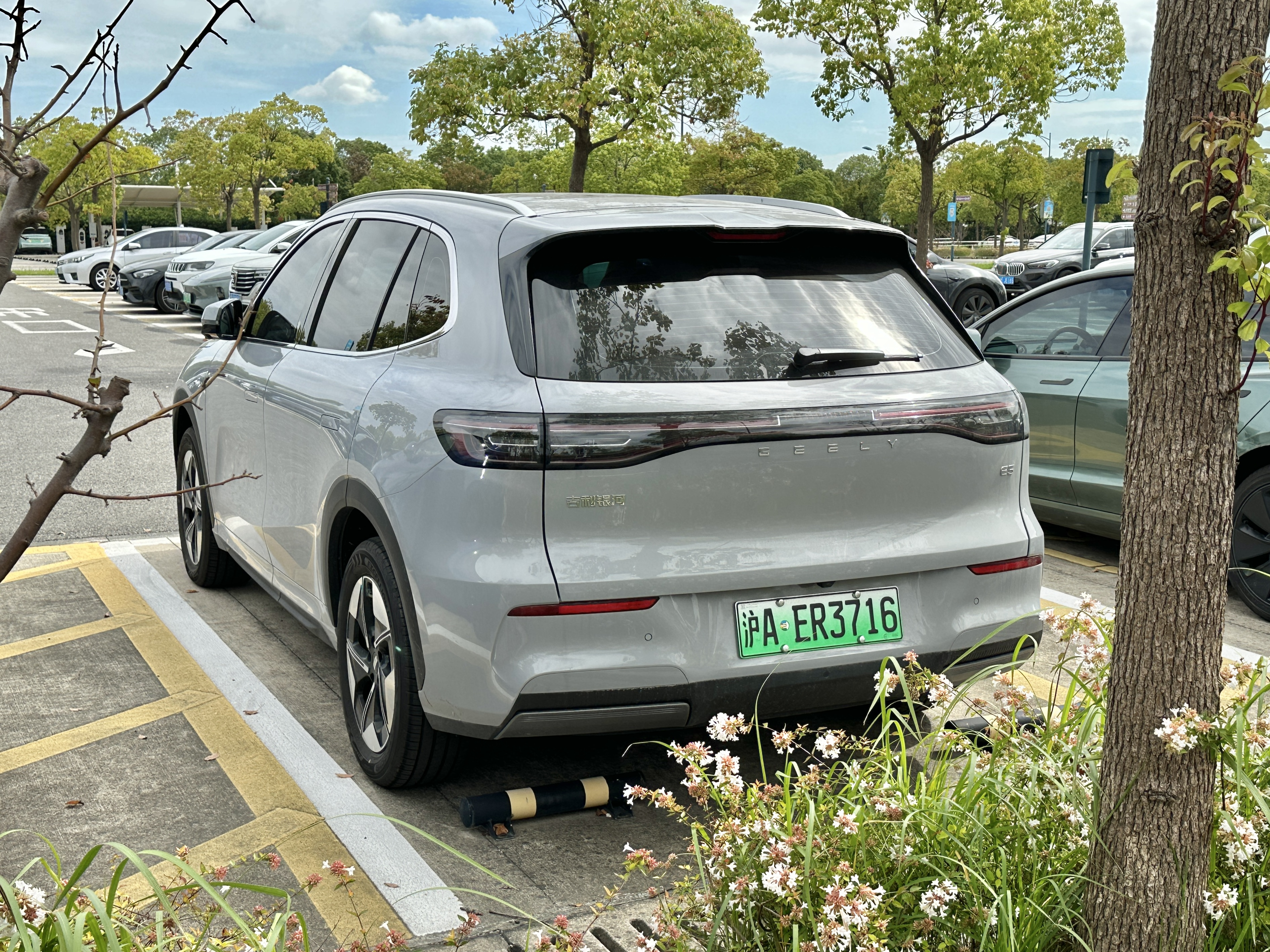
Вид сзади